# Alexandre Bouillot
Alexandre Bouillot (Lione, 5 novembre 1985) è un ex sciatore alpino francese.

## Biografia
Bouillot debuttò nel Circo bianco il 9 dicembre 2000 all'Alpe d'Huez classificandosi 42º in uno slalom speciale valido ai fini del punteggio FIS, mentre partecipò per la prima volta a gare di Coppa Europa tre anni dopo, giungendo 60º nella discesa libera tenutasi a Ponte di Legno/Tonale il 17 dicembre 2003. Disputò due edizioni dei Mondiali juniores ottenendo, come miglior piazzamento, il 5º posto nella discesa libera dell'edizione di Bardonecchia 2005.
Esordì in Coppa del Mondo il 29 dicembre 2005 sulla Stelvio di Bormio, chiudendo 47º in discesa libera, mentre nel 2006 conquistò il primo podio in Coppa Europa piazzandosi 3º nel supergigante di Châtel del 24 gennaio, alle spalle dell'austriaco Georg Streitberger e del campione svizzero Didier Cuche.
Il 26 gennaio 2012 ottenne ad Altenmarkt-Zauchensee in discesa libera il suo secondo e ultimo podio in Coppa Europa (3º); il 15 dicembre dello stesso anno colse nella discesa libera della Saslong in Val Gardena il suo miglior piazzamento in Coppa del Mondo (16º). Si ritirò al termine della stagione 2013-2014 e la sua ultima gara fu la discesa libera di Coppa del Mondo disputata a Kvitfjell il 1º marzo, chiusa da Bouillot al 63º posto; in carriera non prese parte né a rassegne olimpiche né iridate.

## Palmarès

### Coppa del Mondo
- Miglior piazzamento in classifica generale: 117º nel 2013

### Coppa Europa
- Migliori piazzamento in classifica generale: 15º nel 2012
- 2 podi:
  - 2 terzi posti

### Campionati francesi
- 2 medaglie[1]:
  - 1 argento (supercombinata nel 2007)
  - 1 bronzo (supergigante nel 2011)